# 과잉범죄화
과잉범죄화(Overcriminalization)는 법의 과잉적용으로 범법자를 지나치게 많이 양산해 내어 사회가 경직되게 만들며, 피해자가 없는 범죄나 범법의 의도가 없는 범죄에 대하여도 범법화하는 것을 말한다.
미국 대법원장인 닐 고서치는 미국의 과잉범죄화를 지적하였다.
한국의 경우 전체 국민의 20%가 전과자로 형사 처벌 범죄수만 8200개로 수용소 가능인원이 초과할 정도로 수감인원은 과잉공급되고 있다.

## 대책
- 형법의 적용이 도덕에 대한 일반적인 이해에 기반을 두어야지, 정치적 기회주의로 악용되어서는 안된다.
- 국회에서는 형법 중에서 과잉되고, 오래되어, 한물간 조항들을 폐지하거나 삭제하여야 한다.[2]

## 같이 보기
- 경제 민주화
- 범죄화
- 비범죄화